# Sygehus
Denne side handler om humane (menneskerelaterede) sygehuse. For artiklen om veterinære (dyrerelaterede) sygehuse, se Dyrehospital.
Et sygehus eller hospital er et sted, hvor patienter bliver undersøgt, behandlet og plejet af bl.a. læger og sygeplejersker. Desuden foregår de fleste fødsler på et sygehus, og i de normale tilfælde behøver fødselslægen ikke at rekvirere hjælp fra operationsgangen til fx kejsersnit.
Tidligere var hospital betegnelsen for fattiggård/fattighus eller "mild" stiftelse. (H.C. Andersens fortæller om de gamle koner i Odense Hospital i hans barndom). Det er baggrunden for at mange hospitaler uden for København kaldes "sygehuse". Danmarks ældste sygehus er fra 1755 og ligger i Esbønderup. Frederiks Hospital indviedes 1757.
I Danmark organiseres sygehusene overvejende af det offentlige, dvs. stat eller region, men i de senere år er privathospitaler dukket op. Samtidig er en lang række mindre sygehuse i mindre provinsbyer blevet ned- eller sammenlagt.
Sygehuse har ofte navn efter en sted og styrende magt: Amtssygehuset i Herlev, Århus Kommunehospital osv.
Der findes specialhospitaler som  universitetshospitaler, der knytter sig til et universitet, og som fungerer som landsdelshospitaler. En særstilling indtages af Rigshospitalet.
Sygehusets funktioner foregår på operationsstuer, sengeafdelinger, ambulatorier, skadestuer, sygehusapoteker mv.

## Sygehuse i Danmark

### Somatiske Sygehuse

#### Region Hovedstaden
- Amager Hospital
- Bispebjerg Hospital
- Bornholms Hospital
- Frederiksberg Hospital
- Gentofte Hospital
- Glostrup Hospital
- Herlev Hospital
- Hvidovre Hospital
- Nordsjællands Hospital
- Rigshospitalet

#### Region Sjælland
- Fakse Sygehus
- Holbæk Sygehus
- Kalundborg Sygehus
- Korsør Sygehus
- Nakskov Sygehus
- Næstved Sygehus
- Nykøbing F. Sygehus
- Nykøbing Sj. Sygehus
- Ringsted Sygehus
- Sjællands Universitetshospital, Køge
- Sjællands Universitetshospital, Roskilde
- Slagelse Sygehus

#### Region Syddanmark
- Esbjerg Sygehus
- Fredericia Sygehus
- Give Sygehus
- Grindsted Sygehus
- Haderslev Sygehus
- Kolding Sygehus
- Middelfart Sygehus
- Odense Universitetshospital
- Svendborg Sygehus
- Sønderborg Sygehus
- Tønder Sygehus
- Vejle Sygehus
- Ærøskøbing Sygehus
- Aabenraa Sygehus

#### Region Midtjylland
- Lemvig Sundhedshus
- Regionshospitalet Grenaa
- Regionshospitalet Hammel Neurocenter
- Regionshospitalet Herning
- Regionshospitalet Holstebro
- Regionshospitalet Horsens
- Regionshospitalet Randers
- Regionshospitalet Ringkøbing
- Regionshospitalet Silkeborg
- Regionshospitalet Skanderborg Sundhedscenter
- Regionshospitalet Tarm
- Regionshospitalet Viborg
- Århus Universitetshospital Skejby
- Århus Universitetshospital Århus Sygehus

Se også Hospitalsenheder i Region Midtjylland

#### Region Nordjylland
- Farsø Sygehus
- Frederikshavn Sygehus
- Hjørring Sygehus
- Hobro Sygehus
- Nykøbing Mors Sygehus
- Skagen Sygehus
- Thisted Sygehus
- Aalborg Sygehus

### Psykiatriske Sygehuse

#### Region Hovedstaden[1]
- Psykiatrisk Center Amager
- Psykiatrisk Center Ballerup
- Psykiatrisk Center Bornholm
- Psykiatrisk Center Glostrup
- Psykiatrisk Center København
- Psykiatrisk Center Nordsjælland
- Psykiatrisk Center Sct. Hans
- Psykoterapeutisk Center Stolpegård
- Børne- og Ungdomspsykiatrisk Center

#### Region Sjælland
- Oringe Psykiatrisk Sygehus
- Poppelhus, Roskilde

#### Region Syddanmark
- Psykiatricenter Augustenborg
- Psykiatricenter Middelfart
- Psykiatricenter Vest Ribe

#### Region Midtjylland
- Psykiatrisk Sygehus Viborg
- Aarhus Universitetshospital, Risskov

#### Region Nordjylland
- Brønderslev Psykiatriske Sygehus
- Aalborg Psykiatriske Sygehus

## Sygehuspersonale
- Læge
  - Ledende overlæge
  - Overlæge
  - Afdelingslæge
  - 1. reservelæge
  - Reservelæge

- Sygeplejerske
  - Afdelingssygeplejerske
  - Akutsygeplejerske
  - Anæstesisygeplejerske
  - Hygiejnesygeplejerske
  - Intensivsygeplejerske
  - Operationssygeplejerske
  - Oversygeplejerske

- Audiologiassistent
- Bioanalytiker
- Ergoterapeut
- Ernæringsassistenter
- Fysioterapeut
- Hospitalsmedhjælper
- IT-konsulent
- Jordemoder
- Kiropraktor (Klinisk Biomekanik)
- Klinisk diætist
- Klinisk farmaceut
- Klinisk farmakonom
- Klinisk kemiker
- Kostkonsulent
- Laborant
- Lægemiddelkyndig
- Lægesekretær
- Neurofysiologiassistent
- Neuropsykolog
- Portør
- Psykolog
- Radiograf
- Servicemedarbejder
- Social- og sundhedsassistent
- Social- og sundhedshjælper
- Socialrådgiver
- Sundhedsplejerske
- Sygehjælper
- Sygehusapoteker
- Sygehusfarmaceut
- Sygehusfarmakonom
- Sygeplejer
- Systemadministrator
- Talepædagog
- Tekniker
- Teknikerassistent
- Tillidsmand
- Økonoma